# Henry Louis Langhaar
Henry Louis Langhaar (Bristol, 14 de outubro de 1909) é um engenheiro e matemático estadunidense.